# Yaita
Yaita (Japans: 矢板市, Yaita-shi) is een stad in de prefectuur Tochigi op het eiland Honshu, Japan. De stad heeft een oppervlakte van 170,66 km² en medio 2008 ruin 35.000 inwoners.

## Geschiedenis
Op 25 juni 1895 werd het dorp Yaita (矢板村, Yaita-mura) een Japanse gemeente (矢板町, Yaita-machi).
De gemeente groeide autonoom en door samenvoeging met enkele dorpen in 1954 en 1955.
Op 1 november 1958 kreeg Yaita de status van stad (shi).

## Verkeer
Yaita ligt aan de Tōhoku-hoofdlijn van de East Japan Railway Company.
Yaita ligt aan de Tōhoku-autosnelweg en aan de autowegen 4 en 461.

## Geboren in Yaita
- Takao Aoki (青木 たかお, Aoki Takao), mangaka

## Aangrenzende steden
- Nasushiobara
- Ōtawara
- Sakura